# Cañada Real Burgalesa

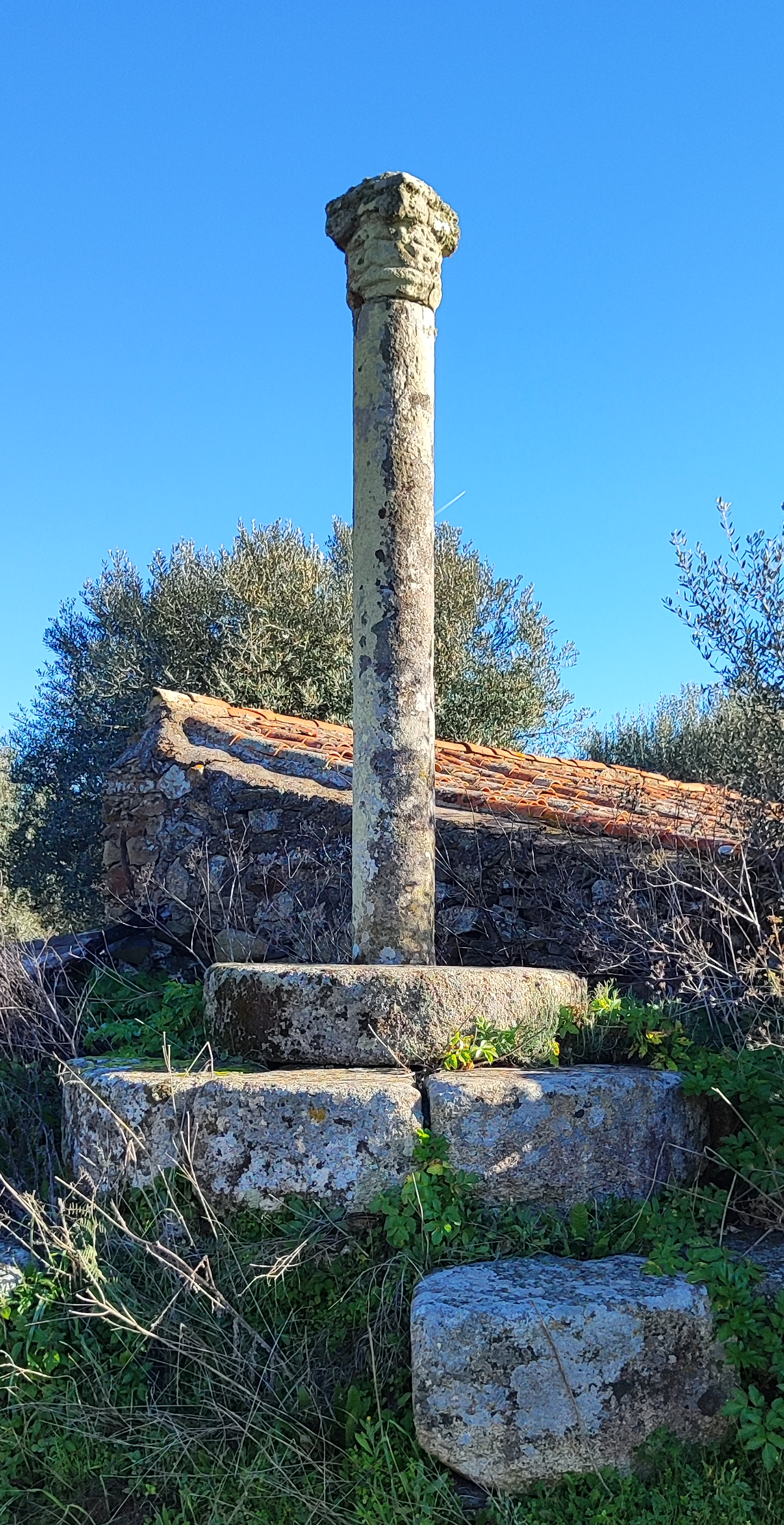
Cañada Real Burgalesa.

Cañada Real Burgalesa es una Cañada Real, una vía pecuaria, del centro de la península ibérica. Arranca de la Sierra de la Demanda, al sureste de la ciudad de Burgos. 
Esta vía pecuaria ha sufrido, como todas, daños.  

## Itinerario

### Provincia de Burgos
Monterrubio de la Demanda, Huerta de Arriba, Valle de Valdelaguna, Barbadillo de Herreros, Vallejimeno, Barbadillo del Pez, Jaramillo de la Fuente, Vizcaínos, Jaramillo Quemado, Villaespasa, Campolara, Jurisdicción de Lara, Quintanilla de las Viñas, Mecerreyes, El Bardal (Lerma), Quintanilla del Agua, Santa Inés, Quintanilla de la Mata, Avellanosa de Muñó, Lerma. Existe un trazado que desde Lerma pasa por Tordómar y Royuela de Riofranco continuando por Palenzuela, provincia de Palencia y otro trazado que desde Lerma continúa por Iglesiarrubia, Villafruela, Torresandino, Tórtoles de Esgueva y se interna en la provincia de Palencia

### Provincia de Palencia
Castrillo de Don Juan, Hérmedes de Cerrato,  Antigüedad, Vertavillo, Alba de Cerrato y se interna en la provincia de Valladolid

### Provincia de Valladolid
Siguiendo el valle del río Esgueva, la Cañada discurre por Esguevillas de Esgueva, Piña de Esgueva, Villanueva de los Infantes, Olmos de Esgueva, Villarmentero de Esgueva, Castronuevo de Esgueva, Renedo de Esgueva y la ciudad de Valladolid. De Valladolid a Valdestillas, la Cañada comparte trazado con la Cañada Real Leonesa Oriental. Antes de dejar la provincia, la Cañada discurre por Matapozuelos, Ventosa de la Cuesta,  y Pozaldez, Rodilana, Medina del Campo, El Campillo, Brahojos de Medina, Carpio y Fresno el Viejo.

### Provincia de Salamanca
Se aproxima de nuevo a la frontera portuguesa en Fuenteguinaldo, desde donde antiguamente algunos ramales llegaban hasta la Sierra de la Estrella. Bordea luego las murallas de Ciudad Rodrigo, para internarse en las magníficas dehesas de encinas y quejigos con ganaderías bravas del Campo Charro. Atraviesa el río Tormes por la ciudad de Salamanca, continuando por Medina del Campo a cruzar el río Duero por Puente Duero.

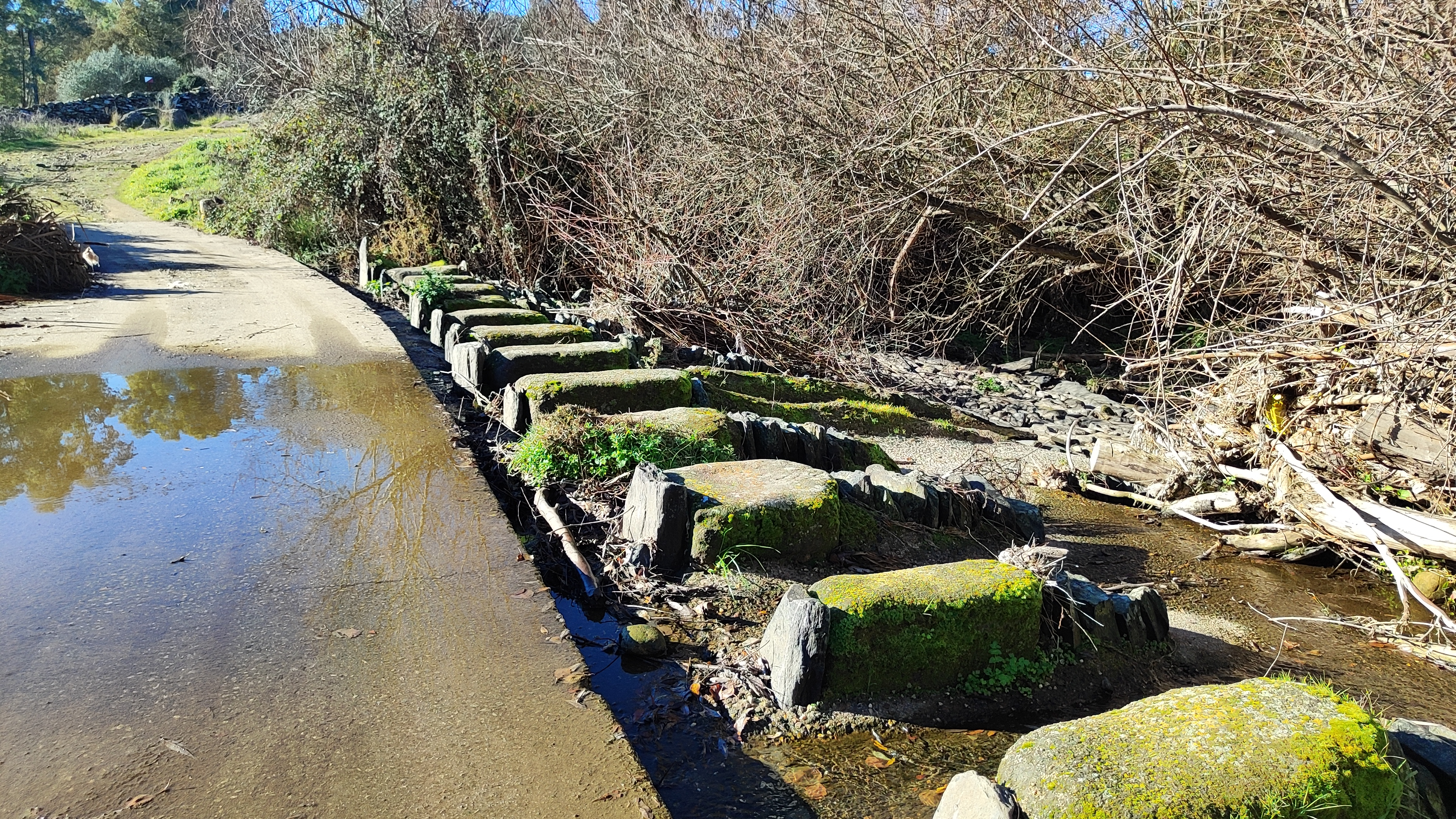
Pasarelas de Santiago, Valencia de Alcántara

### Provincia de Cáceres
La Cañada Real de Gata o Real Burgalesa comienza o termina en la denominada Cruz de la Avelina, en Valencia de Alcántara (Cáceres).Se dirige hacia el noreste por Membrío y Alcántara, donde cruza el río Tajo por el puente romano del Siglo I. Bordea la frontera por Piedras Albas y Zarza la Mayor, para atravesar luego la Sierra de Gata por el puerto de Perales, límite de Extremadura con Castilla y León. En la próxima venta de Perosín, los oficiales del rey cobraban a los pastores su derecho a la utilización de esta cañada.